# Maria Pavlovna Leshern von Herzfeld
Maria Pavlovna Leshern von Herzfeld (nhũ danh Meinhardt; tiếng Nga: Мария Павловна Лешерн фон Герцфельд; 1847–k.1921), là một nhà cách mạng Narodniki người Nga. Sau cuộc sống gia đình, bà chuyển đến Thụy Sĩ cùng nhà cách mạng Aleksandr Ivanovich Ivanchin-Pisarev, người sau này trở thành chồng bà. Với vai trò là một Narodnik, bà giúp tổ chức cuộc vượt ngục của Pyotr Alekseyevich Kropotkin và tham gia vào các vùng định cư cách mạng ở vùng Ural. Sau vụ ám sát Aleksandr II, Ivanchin-Pisarev bị bắt rồi lưu đày đến Minusinsk, Siberia. Leshern von Herzfeld âm thầm theo ông đến đó trước khi đầu hàng chính quyền, sau đó bà trở về sống lưu vong ở Minusinsk để sum họp với chồng mình. Hồi ký của bà được tạp chí lịch sử Byloye sưu tầm và trở thành nguồn thông tin chính quan trọng về phong trào Narodnik.

## Tiểu sử
Maria Pavlovna Meinhardt sinh năm 1847. Bà là chị gái của Anna Pavlovna Pribyleva-Korba. Sau thời gian đầu học tại gia, bà kết hôn với kỹ sư đường sắt Aleksandr Aleksandrovich Leshern von Herzfeld, hai vợ chồng có một người con nhưng sau đó ly hôn. Vào giữa những năm 1870, bà chuyển đến Thụy Sĩ cùng Aleksandr Ivanovich Ivanchin-Pisarev, hai người bắt đầu cuộc hôn nhân thông luật.
Trong thời gian này, bà tham gia vào các hoạt động cách mạng của Narodniki. Vào tháng 6 năm 1876, bà giúp tổ chức cuộc vượt ngục của nhà cách mạng Pyotr Alekseyevich Kropotkin, ông tìm cách trốn ra nước ngoài và sau đó trở thành một nhà lý luận nổi tiếng về chủ nghĩa vô trị. Đến năm 1877, Leshern von Herzfeld trở về Nga, rồi gia nhập tổ chức Narodnik Đất đai và Tự do. Cùng với Evgenia Nikolayevna Figner, bà đến vùng Ural và định cư ở huyện Buzuluksky, tỉnh Samarskaya.
Dưới tên giả là Maria Lebedintseva, bà làm kế toán ở làng Strakhovo, bà sống cùng với Ivanchin-Pisarev, giả làm em gái của ông. Bà hoạt động Narodniki trong giai cấp nông dân, như một phần của phong trào "Đến với Nhân dân". Vào ngày 30 tháng 12 năm 1877, bà trốn khỏi làng sau khi biết tin một trong những người cùng hội với bà bị bắt giữ. Bà dùng tên mới là Maria Govorova, vào tháng 5 năm 1878, bà định cư ở huyện Volsky, tỉnh Saratovskaya, bà sống ở các làng Bulgakovka và Baltay.
Khi hộ chiếu giả của bà bị yêu cầu đăng ký, vào ngày 13 tháng 3 năm 1879, Leshern von Herzfeld và Ivanchin-Pisarev bỏ trốn khỏi Saratov. Sau cuộc trốn chạy, Ivanchin-Pisarev bắt đầu vỡ mộng về khả năng hoạt động theo chủ nghĩa hợp pháp và gia nhập tổ chức Narodnaya Volya. Ông bị bắt sau vụ ám sát Aleksandr II, trong khi Leshern von Herzfeld tìm cách trốn thoát. Bà lén lút đến Sankt-Peterburg để giữ liên lạc với Ivanchin-Pisarev.
Vào ngày 8 tháng 7 năm 1881, bà bị tuyên án tử hình trong khi vắng mặt vì tham gia vào một tổ chức tội phạm, nhưng vụ án chống lại bà đã bị trì hoãn cho đến khi bắt giữ bà. Khi Ivanchin-Pisarev bị trục xuất đến Minusinsk, bà âm thầm theo ông đến đó và cả hai sống khép kín gần một năm. Vào ngày 26 tháng 5 năm 1882, bà tự thú chính quyền. Bà bị bắt ngay lập tức và dẫn giải đến Sankt-Peterburg, nhưng được em rể Aleksandr Genrikhovich Stange bảo lãnh cho tại ngoại. Vì sức khỏe yếu, bà chuyển đến thành phố nghỉ dưỡng Sochi. Một năm sau, chính quyền ra lệnh trục xuất đến nơi mà bà chọn; bà muốn trở lại Minusinsk và sum họp với Ivanchin-Pisarev. Thông tin lai lịch về cuộc đời của Leshern von Herzfeld sau năm 1883 vẫn chưa được tìm thấy.

## Di sản
Hồi ký của Leshern von Herzfeld được sưu tầm bởi Pavel Yeliseyevich Shchegolev, một trong những biên tập viên của tạp chí lịch sử Byloye. Năm 1921, Byloye xuất bản một đoạn hồi ký của Leshern von Herzfeld, trong đó tiết lộ vai trò của bà trong việc giúp Pyotr Alekseyevich Kropotkin vượt ngục. Hồi ký em gái bà là Anna được xuất bản năm 1925 nhưng không đề cập đến hoạt động cách mạng của bà. Năm 2016, cuốn hồi ký nói về phong trào "Đến với Nhân dân" của Leshern von Herzfeld được Viện Lịch sử Sankt-Peterburg xuất bản. Hồi ký của bà từ đó cung cấp nguồn thông tin chính chủ chốt về phong trào Narodniki, bổ sung cho các hồi ký khác do những người Narodniki khác viết trong cùng thời kỳ.